# ماركوس دان
ماركوس دان (بالألمانية: Markus Daun)‏ (10 سبتمبر 1980 بإيشفايلر في ألمانيا - ) هو لاعب كرة قدم ألماني في مركز الهجوم. شارك مع منتخب ألمانيا تحت 21 سنة لكرة القدم ومنتخب ألمانيا ب لكرة القدم ‏. أما مع النوادي، فقد لعب مع ألمانيا آخن وباير 04 ليفركوزن وفيردر بريمن ونادي دويسبورغ ونادي نورنبرغ وBayer 04 Leverkusen II ‏.

## وصلات خارجية
- ماركوس دان على موقع قاعدة بيانات كرة القدم.إي يو (الإنجليزية)
- ماركوس دان على موقع بيانات كرة القدم. دي إي (الألمانية)
- ماركوس دان على موقع عالم كرة القدم.نت (الإنجليزية)